# Petricola quadrasi
Petricola quadrasi is een tweekleppigensoort uit de familie van de Veneridae. De wetenschappelijke naam van de soort is voor het eerst geldig gepubliceerd in 1886 door Hidalgo.